# نوربر کربونو
نوربر کربونو (فرانسوی: Norbert Carbonnaux‎؛ ۲۸ مارس ۱۹۱۸ – ۶ نوامبر ۱۹۹۷) کارگردان فیلم، و فیلم‌نامه‌نویس اهل فرانسه بود.
از فیلم‌هایی که وی در آن‌ها نقش داشته‌است، می‌توان به یکسره مجنون او اشاره نمود.